# Vessioli (Vostotxni Sossik)
Vessioli - Весëлый (rus) - és un khútor que pertany al khútor de Vostotxni Sossik (krai de Krasnodar, Rússia). Es troba a la vora dreta del riu Sossika, afluent del Ieia, davant de Nàberejni, a 12 km al sud-est de Staromínskaia i a 159 km al nord de Krasnodar.